# Internet.org

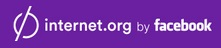
Logo Internet.org

Internet.org est un partenariat mondial entre le réseau social Facebook et six entreprises du secteur des télécommunications (Samsung, Ericsson, MediaTek, Nokia, Opera Software et Qualcomm). Le but de ce partenariat est de favoriser l'accès pour tous à une sélection de services Internet, surtout dans les pays en développement victimes de la fracture numérique.
Le projet Internet.org a été initié le 20 août 2013 par le fondateur de Facebook, Mark Zuckerberg. Dans un communiqué de dix pages, il explique en quoi ce projet est un enjeu majeur pour l'humanité en déclarant notamment que « La connectivité est un droit de l'Homme ». Ce dispositif permet en parallèle d'augmenter le nombre des utilisateurs de Facebook. En septembre 2015, Facebook a renommé en « Free Basics » l'application qui donne accès à ces services.

## Implantation
- Ghana, Niger, Kenya et Zambie grâce à l'opérateur Airtel
- Bénin grâce à l'opérateur MTN Bénin, Moov Africa Bénin
- Colombie, Tanzanie, Guatemala et République Démocratique du Congo[5] avec Tigo
- Inde avec Reliance Communications
- Philippines avec Smart Communications
- Algérie avec Ooredoo (Algérie)
- Madagascar avec Orange (entreprise) et Bip Madagascar
- Côte d'Ivoire avec les opérateurs MTN CI[6] et MOOV

## Ambition
Internet.org a commencé un partenariat avec Reliance Communications, un opérateur indien, le 10 février 2015. Ce partenariat permet d'apporter un accès à Internet à ceux qui n'ont pas les moyens financiers dans six états de l'Inde.  
Lors du Mobile World Congress qui a eu lieu à Barcelone du 2 au 5 mars 2015, Mark Zuckerberg a annoncé que « Nous pouvons aider car Facebook est une des applications que les gens veulent principalement utiliser, mais il est important de ne pas perdre de vue que les entreprises qui mènent réellement la barque sont les opérateurs et tous les investissements qu’ils rassemblent ». Pour le PDG de Facebook, l'aide des opérateurs est nécessaire pour mener à bien les projets d'Internet.org. Cela demande beaucoup d'investissement de la part des opérateurs, ce qui rend la tâche difficile.

## Contraintes
Connecter le monde est un défi qu'une entreprise ou organisation ne peut pas relever seule.[style trop lyrique ou dithyrambique] Mark Zuckerberg expose notamment les contraintes techniques liées au déploiement d'infrastructures de communication. Diverses technologies existent dans le domaine de la communication, et elles ne sont pas applicables de la même manière selon l'endroit géographique visé. Le projet Internet.org a pour but de développer différentes plates-formes en fonction des différentes catégories de population. Ainsi, dans les zones les plus densément peuplées (typiquement les zones de forte densité urbaine), un réseau en maillage est une solution permettant de multiplier les points d'accès à Internet pour un grand nombre de personnes regroupées à coût modéré. Dans les zones à densité de population moyenne, l'accès à Internet pourrait être assuré par des drones connectés alimentés par l'énergie solaire. Dans les zones les moins densément peuplées, les connexions satellites pourraient être envisagées mais elles demeurent pour l'instant onéreuses.
Pour dépasser ces contraintes, un laboratoire a été conçu sous l'impulsion d'une collaboration entre Ericsson et Facebook. Ce laboratoire, nommé Innovation Lab et situé au siège de Facebook en Californie, permet aux développeurs de concevoir des applications qui pourront fonctionner partout dans le monde en les testant dans différentes conditions de réseau.

## Critiques
Ce projet a été critiqué pour favoriser de façon arbitraire quelques sites dont Facebook.

## Application mobile Internet.org
Cette application facilite l'accès à Internet en apportant gratuitement des services de base. Ces services donnent des informations dans les domaines de la santé, de l'emploi et toutes autres informations locales. 
Voici certaines fonctionnalités de l'application : AccuWeather, Airtel, Facebook, Google Search, Go Zambia Jobs, eZeLibrary, MAMA (Mobile Alliance for Maternal Action), Messenger, Wikipedia, etc.
L'application est à ce jour (2015) opérationnelle au Ghana, au Kenya, en Zambie, en Inde, aux Philippines, en Colombie, en Tanzanie, en RDC, au Benin et à Madagascar. Depuis le 26 mars 2015, l'application est utilisable au Guatemala.Depuis 19 mars 2017 l'application est utilisable en Algérie. Certaines fonctionnalités sont spécifiques au pays de l'utilisateur et peuvent ne pas se retrouver chez les utilisateurs d'autres pays.